# Rupicapra

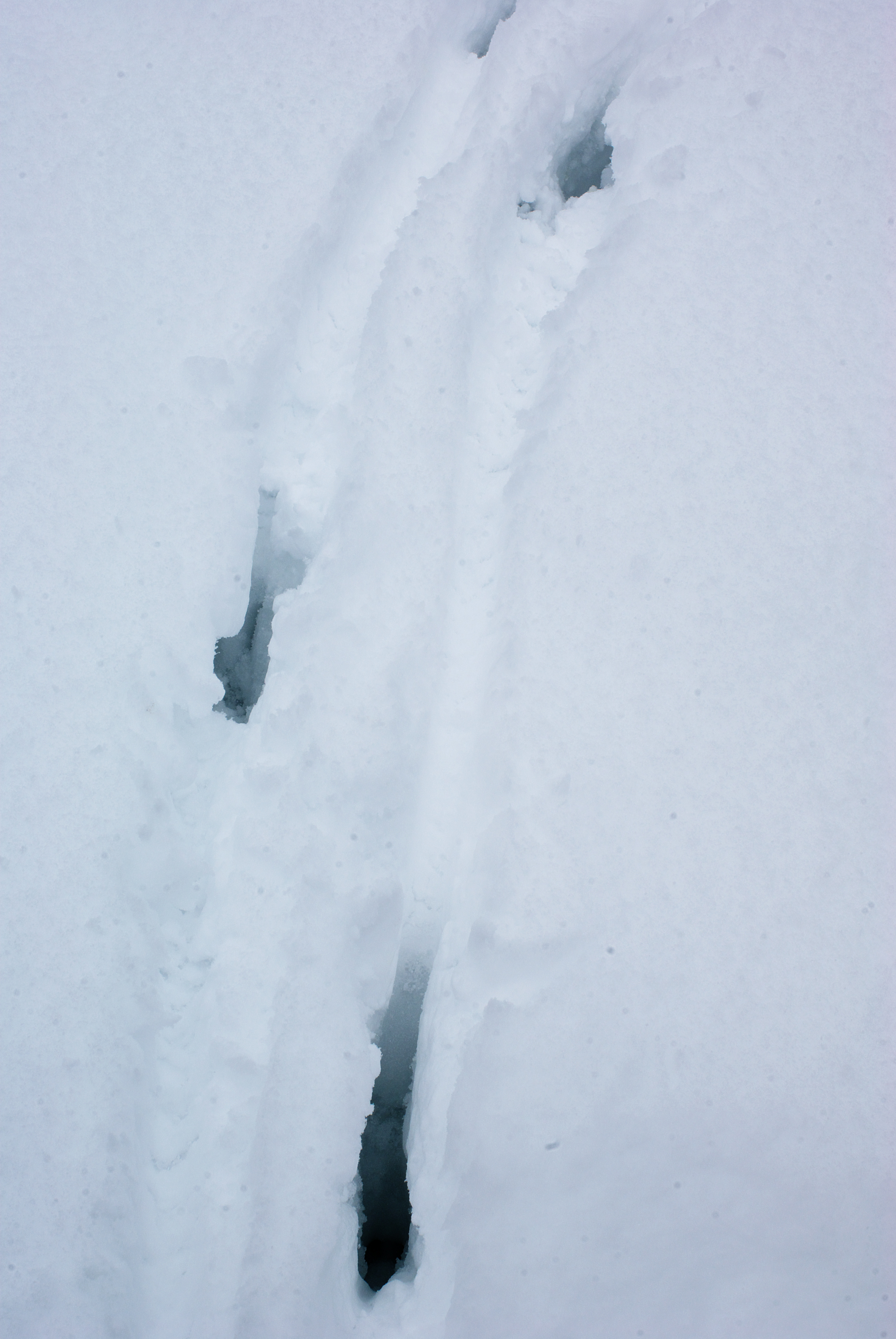
Sendero de Rupicapra, Lessinia 2013

Rupicapra es un género de bóvido de la subfamilia Caprinaeesta presente en algunas cadenas montañosas de Europa, como los Pirineos, la cordillera Cantábrica, los Apeninos, los Cárpatos, los Alpes, el Cáucaso y ciertas zonas montañosas de los Balcanes, Eslovaquia y Turquía. El género Rupicapra fue considerado tradicionalmente como monoespecífico, pero tras estudios morfológicos, genéticos, y etológicos se consideró en 1985, su separación en dos especies.

## Sistemática y distribución mundial
El género Rupicapra se extendió ampliamente a través de Europa durante el Pleistoceno medio (hace unos 500 000 años). En la actualidad los representantes del género ocupan los hábitat altitudinales medios y altos de la mayor parte de las grandes cadenas montañosas del sur de Europa, los Balcanes, extendiéndose hasta el Caucaso. Un total de diez poblaciones bien definidas de miembros de este género, clasificadas tradicionalmente como taxones a nivel de subespecie. Basándose en diferencias morfológicas, genéticas y etiológicas se propuso la separación de las subespecies que ocupaban el suroeste de Europa Rubicapra p. parva en la montaña cantábrica, Rubicapra p. pyrenaica en los Pirineos y R. p. ornata en los Apeninos de las del resto de Europa y Asia, con la creación de dos taxones a nivel de especie.

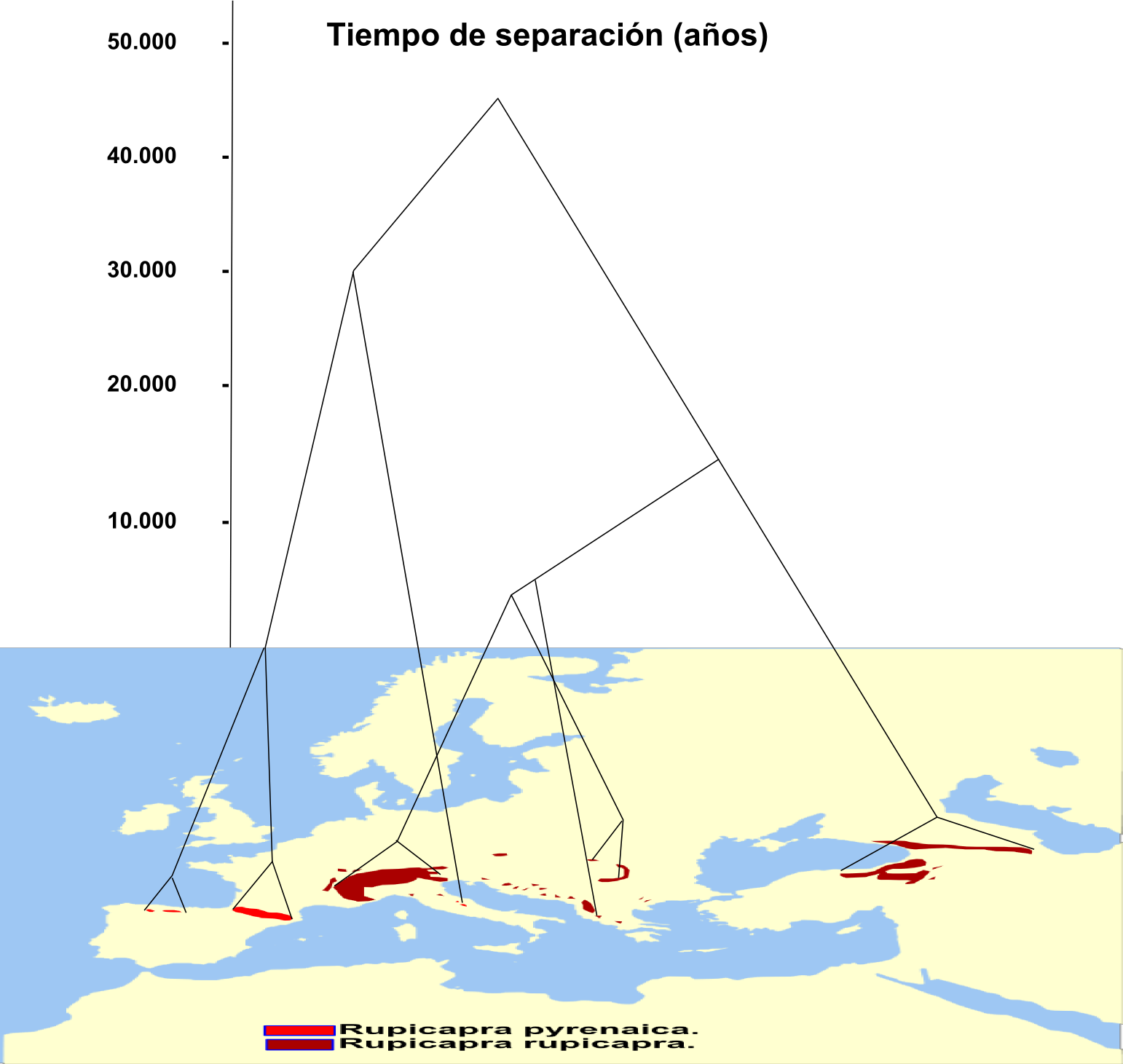
Separación de las especies de Rupicapra.

Los últimos estudios sugieren que Rupicapra rupicapra evolucionó en el este de Europa y Asia Menor durante un periodo de aislamiento geográfico y desde allí recolonizaron el oeste de Europa durante Würm II (40 000 - 60 000 a. C.) en una segenda oleada de colonización, la primera es la que habría dado lugar a las diferentes subespecies de Rupicapra pyrenaica. Sin embargo, basándose en la correlación entre las distancias genéticas y geográficas, sugieren que lo que pudo haber ocurrido fue que las distintas poblaciones del género sufrieron, durante el Pleistoceno, expansiones y contracciones del área que ocupaba, asociadas a periodos glaciares e interglaciares. Como consecuencia de estos movimientos, que producían aislamientos y contactos entre las poblaciones, fue el clima cálido del Holoceno, (los 11 000 últimos años), el que aisló definitivamente las actuales poblaciones.

## Especies
- Rupicapra rupicapra, Linnaeus, 1768. Rebeco de los Alpes y resto de las Cordilleras de Europa y Oriente Próximo.
- Rupicapra pyrenaica, Bonaparte, 1845. Rebeco del suroeste europeo.